# Tensión (química)
En química, una molécula experimenta tensión cuando su estructura química se somete a una cierta tensión mecánica que eleva su energía interna en comparación con un compuesto de referencia libre de tensiones. La energía interna de una molécula consiste de toda la energía almacenada dentro de la misma. Una molécula con una tensión tiene una cantidad adicional de energía interna a diferencia de la molécula no tensionada. Esta energía interna extra, o energía de tensión, se puede comparar a un muelle comprimido. Al igual que un resorte (muelle) comprimido debe mantenerse en su lugar para evitar la liberación de su energía potencial, una molécula puede ser mantenida en una conformación energéticamente desfavorable por los enlaces dentro de esa molécula. Sin los enlaces que mantienen la conformación en el lugar, la energía de tensión sería liberada.

## Termodinámica
El equilibrio de dos conformaciones moleculares se determina por la diferencia de la energía libre de Gibbs de las dos conformaciones. A partir de esta diferencia de energía, se puede determinar la constante de equilibrio para los dos conformaciones:
{\displaystyle lnK_{eq}={\frac {-\Delta {G^{o}}}{RT}}\,}
Si hay una disminución de la energía libre de Gibbs de un estado a otro, esta transformación es espontánea y el estado de energía más bajo es el más estable. A mayor tensión, la conformación molecular más energética se transforma espontáneamente a la conformación molecular de energía inferior.
Entalpía y entropía están relacionados con energía libre de Gibbs a través de la ecuación (a temperatura constante):
{\displaystyle \Delta {G^{o}}=\Delta {H^{o}}-T\Delta {S^{o}}\,.}
La entalpía es típicamente la función termodinámica más importante para determinar una conformación molecular más estable. Si bien existen diferentes tipos de tensión, la energía de tensión asociada con todos ellos es debido al debilitamiento de los enlaces dentro de la molécula. Como por lo general la entalpía es considerada más importante, la entropía a menudo puede ser ignorada Este no es siempre el caso; si la diferencia de entalpía es pequeña, la entropía puede tener un efecto más importante en el equilibrio. Por ejemplo,el  n-butano tiene dos conformaciones posibles: anti y gauche. La conformación anti es más estable en 0,9 kcal/mol. Podríamos esperar que el butano sea más o menos un 82% anti y un 18% gauche a temperatura ambiente. Sin embargo, hay dos posibles conformaciones gauche y sólo una conformación anti. Además, la entropía tiene una contribución de 0,4 kcal a favor de la conformación gauche. Encontramos que la distribución conformacional real del butano es de 70% anti y 30% gauche a temperatura ambiente:

## Determinación de la tensión angular

Imágenes del ciclohexano y metilciclopentano.

El calor de formación (ΔHfo) de un compuesto se describe como la diferencia de entalpía entre un compuesto y sus elementos separados. Cuando el calor de formación de un compuesto es diferente tanto de una predicción como de un compuesto de referencia, esta diferencia a menudo se puede atribuir a la tensión. Por ejemplo, el ΔHfo del ciclohexano es de -29,9 kcal/mol, mientras ΔHfo para el metilciclopentano es de -25,5 kcal/mol. A pesar de tener los mismos átomos y número de enlaces, el metilciclopentano tiene mayor energía que el ciclohexano. Esta diferencia de energía se puede atribuir a la tensión del anillo de cinco miembros que está ausente en ciclohexano. Experimentalmente, la energía de tensión se determina a menudo mediante el uso de calores de combustión que es un experimento fácil de realizar con una bomba calorimétrica.
La determinación de la energía de tensión dentro de una molécula requiere del conocimiento de la energía interna esperada sin la tensión. Hay dos maneras de hacer esto: en primer lugar, se podría comparar a un compuesto similar que carece de la tensión, tal como en el ejemplo anterior del metilciclohexano. Desafortunadamente, a menudo puede ser difícil de obtener un compuesto adecuado. Una alternativa es utilizar la teoría del incremento de grupos de Benson. Usando incrementos de grupos adecuados  disponibles para los átomos dentro de un compuesto, se puede hacer una predicción de ΔHfo. Si el ΔHfo experimental difiere del ΔHfo predicho, esta diferencia de energía se puede atribuir a la energía de tensión.

## Tipos de tensión
Existen diferentes tipos de tensión, entre ellas cabe destacar:

### Tensión torsional
La tensión torsional es la resistencia a la torsión de los enlaces. En moléculas cíclicas, también se le llama tensión de Pitzer.
La tensión de torsión se produce cuando los átomos separados por tres enlaces se colocan en una conformación eclipsada en lugar de la conformación escalonada más estable. La barrera de rotación entre las conformaciones escalonadas de etano es de aproximadamente 2,9 kcal/mol. Inicialmente se creía que la barrera de rotación era debida a las interacciones estéricas entre hidrógenos vecinales, pero el radio de Van der Waals del hidrógeno es demasiado pequeño para este ser el caso. Una investigación ha demostrado que la conformación escalonada puede ser más estable debido a un efecto hiperconjugativo. La rotación lejos de la conformación escalonada interrumpe esta fuerza estabilizadora.
Moléculas más complejas, tales como el butano, tienen más de una posible conformación alternada. La conformación anti del butano es aproximadamente 3,8 kcal/mol más estable que la conformación gauche. Ambos conformaciones escalonadas son mucho más estables que las conformaciones eclipsadas. En lugar de un efecto hiperconjugativo, tal como que en etano, la energía de tensión en el butano es debida a interacciones estéricas entre ambos grupos metilo y la tensión angular causada por estas interacciones. La diferencia energética entre los distintos confórmeros se resumen en la siguiente gráfica:

### Tensión de anillo
De acuerdo con la teoría RPECV del enlace molecular, la geometría preferida de una molécula es aquella en la que los electrones tanto enlazantes como no enlazantes son tan distantes entre sí como sea posible. En las moléculas, es bastante común para estos ángulos a ser algo comprimido o expandido en comparación con su valor óptimo. Esta tensión se conoce como tensión angular, o tensión de Baeyer. Los ejemplos más simples de tensión anular son los cicloalcanos pequeños tales como el ciclopropano y ciclobutano, que se describen a continuación. Además, a menudo hay eclipsamientos en los sistemas cíclicos que no puedan ser aliviados.
| Número de eslabones | Energía de tensión (kcal/mol) |    | Número de eslabones | Energía de tensión (kcal/mol) |
| ------------------- | ----------------------------- | -- | ------------------- | ----------------------------- |
| 3                   | 27.5                          | 10 | 12.4                |                               |
| 4                   | 26.3                          | 11 | 11.3                |                               |
| 5                   | 6.2                           | 12 | 4.1                 |                               |
| 6                   | 0.1                           | 13 | 5.2                 |                               |
| 7                   | 6.2                           | 14 | 1.9                 |                               |
| 8                   | 9.7                           | 15 | 1.9                 |                               |
| 9                   | 12.6                          | 16 | 2.0                 |                               |

### Tensiónsyn-pentano
Hay situaciones en las que conformaciones aparentemente idénticas no son iguales en la energía de tensión. La tensión Syn-pentano es un ejemplo de esta situación. Hay dos maneras diferentes de poner los enlaces centrales en el n-pentano en una conformación gauche, una de las cuales es 3 kcal/mol mayor en energía que la otra. Cuando los dos enlaces sustituidos con metilo se giran desde la configuración anti a la gauche en direcciones opuestas, la molécula asume una conformación tipo ciclopentano donde los dos grupos metilo terminales se aproximan. Si los enlaces se giran en la misma dirección, esto no ocurre. La tensión estérica entre los dos grupos metilo terminales representa la diferencia de energía entre las dos conformaciones similares, sin embargo, muy diferentes.

### Tensión alílica

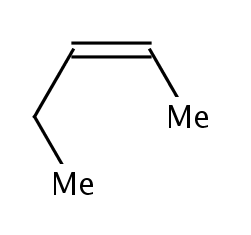
tensión alílica del 2-penteno

La tensión alílica está estrechamente asociada a la tensión syn-pentano. Un ejemplo de tensión alílica se puede ver en el compuesto 2-penteno, para el cual es posible para el sustituyente etílico de la olefina girar de tal manera que el grupo metilo terminal se encuentre cerca del grupo metilo vecinal de la olefina. Estos tipos de compuestos suelen tener una conformación más lineal para evitar la tensión o impedimento estérico entre los sustituyentes.

### Tensión 1,3-diaxial
La tensión 1,3-diaxial es otra forma de tensión similar a la syn-pentano. En este caso, la tensión se produce debido a interacciones estéricas entre un sustituyente de un anillo de ciclohexano ('α') y las interacciones gauche entre el sustituyente alfa y ambos carbonos de metileno dos enlaces más lejos del sustituyente en cuestión (denominadas por ello, interacciones 1,3-diaxial). Esta tensión se da cuando los sustituyentes son axiales, se acerca un grupo a un hidrógeno gamma axial. La cantidad de tensión es dependiente en gran medida del tamaño del sustituyente y puede ser aliviado mediante la formación de la conformación silla que coloca el sustituyente en una posición ecuatorial. La diferencia de energía entre conformaciones se llama valor A y es bien conocido para muchos sustituyentes diferentes. El valor A es un parámetro termodinámico, y se midió originalmente junto con otros métodos utilizando la ecuación de energía libre de Gibbs y, por ejemplo, el equilibrio de reducción de Meerwein-Ponndorf-Verley/oxidación de Oppenauer para la medición de los valores axiales frente a los ecuatoriales de ciclohexanona/ciclohexanol (0,7kcal/mol).